# Ferdinand Sassen
Ferdinand Léon Rudolphe (Ferd.) Sassen (Nijmegen, 13 augustus 1894 - Lugano, 16 september 1971) was een Nederlandse priester, filosoof en hoogleraar filosofie aan de Katholieke Universiteit Nijmegen en de Rijksuniversiteit Leiden. Hij is vooral bekend van zijn werk over de geschiedenis van de filosofie in Nederland.

## Biografie

### Jeugd en opleiding
Ferdinand Sassen werd geboren in Nijmegen in 1894, en stamde uit een familie die verschillende wetenschappers, politici en bestuurders had voortgebracht. Zijn vader was civiel ingenieur bij de Maatschappij tot Exploitatie van Staatsspoorwegen. Hij volgde de lagere school in Breda en het Canisiuscollege te Nijmegen. 
Vanaf 1912 studeerde hij filosofie in Fribourg, Zwitserland, waar hij in 1915 promoveerde op een proefschrift over de kennisleer van Plotinus, De theoria cognitionis Plotini cetero ejus systemati comparata. Daarna studeerde hij theologie aan het bisschoppelijk seminarie in Roermond. In 1919 werd hij tot priester gewijd.

### Verdere carrière
Hij was docent in Rolduc van 1919 tot 1931. Van 1929 tot 1945 was hij hoogleraar filosofie in Nijmegen en van 1946 tot 1964 in Leiden. In 1936 werd hij lid van de Koninklijke Nederlandse Akademie van Wetenschappen. Na 1940 heeft hij zich verder toegelegd op de geschiedenis van de filosofie en van het filosofie-onderwijs in Nederland.
Als priester van het bisdom Roermond heeft hij zich zijn leven lang sterk met dit diocees en met de provincie Limburg verbonden gevoeld en zich steeds voor hun beider belangen ingezet: bijvoorbeeld voor de erkenning van staatswege van de nieuw opgerichte Hogeschool voor Theologie en Pastoraat te Heerlen en bij de voorbereidingen tot oprichting van een Universiteit van Maastricht.
Sassen had een eredoctoraat ontvangen van de Université Laval, en was Lid van de Koninklijke Nederlandse Akademie van Wetenschappen (KNAW). Hij is onderscheiden als ridder in de Orde van de Nederlandse Leeuw, en als commandeur in de Orde van Oranje-Nassau.
Sassen publiceerde veel, onder meer over de kennistheorie in de oudheid, rechtsfilosofie en onderwijs, en vooral over de geschiedenis van de wijsbegeerte in Nederland.

## Publicaties (selectie)
- 1916. De theoria cognitionis Plotini cetero ejus systemati comparata
- 1921. Het Gioacchino-vraagstuk der Divina Commedia
- 1928. Geschiedenis van de wijsbegeerte der Grieken en Romeinen
- 1928. Geschiedenis der patristische en middeleeuwsche wijsbegeerte
- 1931. De middeleeuwsche wijsbegeerte in de Nederlanden
- 1933. Geschiedenis van de nieuwere wijsbegeerte tot Kant
- 1934. Geschiedenis van de wijsbegeerte der negentiende eeuw
- 1934. Thomas van Aquino (Helden van den geest IX)
- 1934. Waarheid en zekerheid
- 1934. Overheidsgezag en revolutie
- 1934. Nationalisme en katholicisme (lezing voor N.S.V. Carolus Magnus)
- 1936. Het recht tot opstand
- 1937. De vraag naar het zijn in de eerste eeuwen der scholastiek (Mededelingen KNAW)
- 1938. Wijsbegeerte van onzen tijd
- 1941. Wijsgeerig leven in Nederland in de twintigste eeuw
- 1942. In Memoriam Mgr. Prof. Dr. J. H. E. J. Hoogveld. In: Tijdschrift voor Philosophie 4 (3/4), p. 651–655.
- 1959. Geschiedenis van de wijsbegeerte in Nederland tot het einde der negentiende eeuw
- 1967. Kerngedachten van Spinoza

Publicaties over Sassen
- P.H. van Laer (1971), 'Sassen, Ferdinand Léon Rudolphe (1894-1971)', in Biografisch Woordenboek van Nederland 1, Den Haag, 1979. Online op resources.huygens.knaw.nl, 12-11-2013.
- A. G. M. van Melsen, "Levensbericht F.L.R. Sassen, in: Jaarboek, 1971, Amsterdam, pp. 107-112
- C.E.M. Struyker Boudier (1997). Een man van de geest. Hoofdstukken over leven en werken van Ferdinand Sassen. Valkhof Pers. ISBN 90-5625-016-7